# Kaiser-Franz-Joseph-Denkmal (Pulkau)

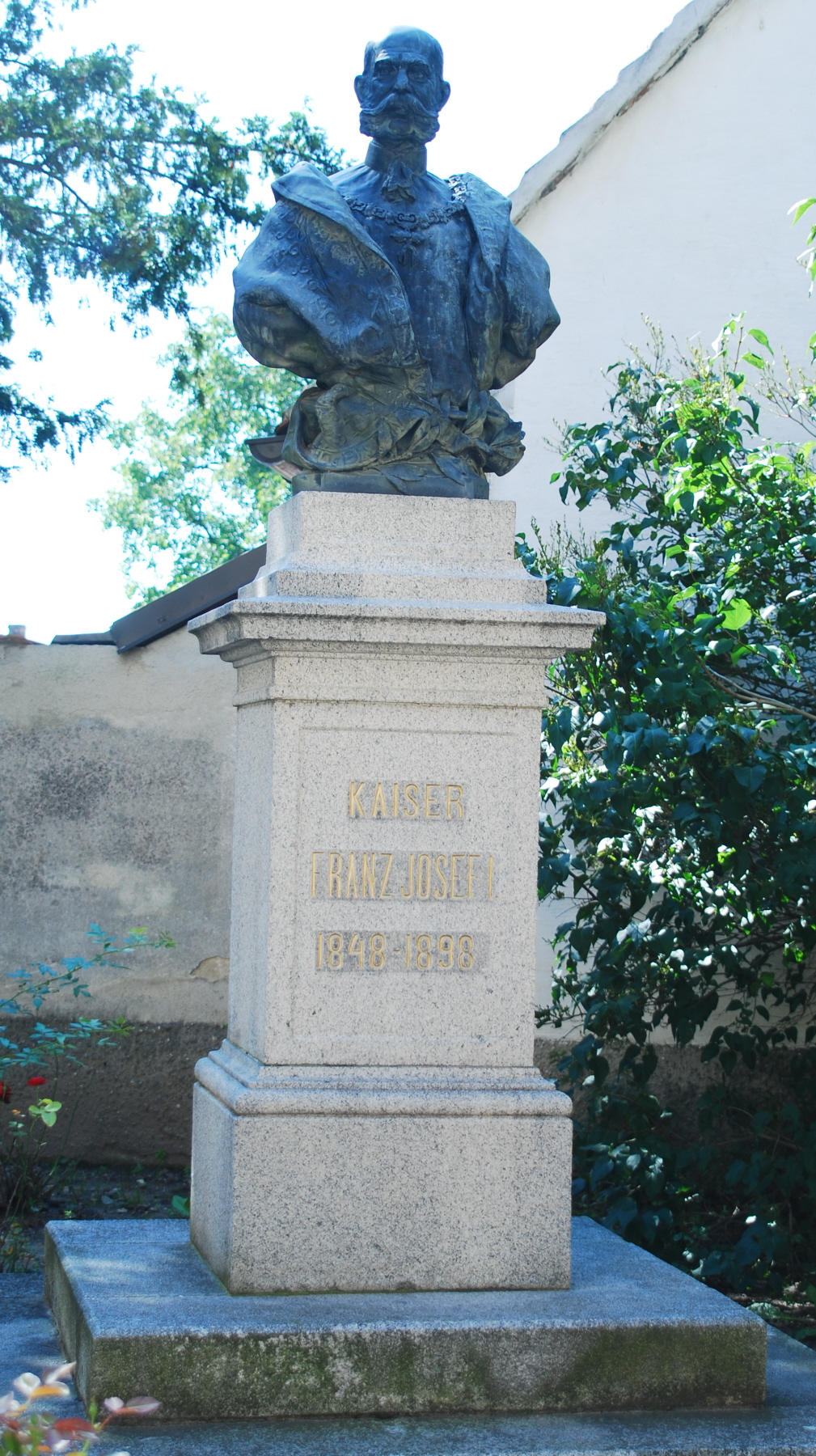
Kaiser-Franz-Joseph-Denkmal in Pulkau

Das Kaiser-Franz-Joseph-Denkmal ist ein denkmalgeschütztes (Listeneintrag) Persönlichkeitsdenkmal in Pulkau in Niederösterreich.
Das Kaiser-Franz-Joseph-Denkmal gegenüber der ehemaligen Schule bei der Heilig-Blut-Kirche wurde 1898 aus Anlass des 50-jährigen Regierungsjubiläums des Monarchen errichtet. Es besteht aus einer auf einem Granitsockel ruhenden Büste aus Bronze. Bezeichnet ist es mit den Initialen H. K. (Heinrich Kautsch).